# Тремонтон (Јута)
Тремонтон (енгл. Tremonton) град је у америчкој савезној држави Јута.

## Демографија
По попису из 2010. године број становника је 7.647, што је 2.055 (36,7%) становника више него 2000. године.
| Група             | 2000.         | 2010.         |
| Белци             | 4.902 (87,7%) | 6.469 (84,6%) |
| Афроамериканци    | 9 (0,2%)      | 31 (0,4%)     |
| Азијати           | 63 (1,1%)     | 109 (1,4%)    |
| Хиспаноамериканци | 543 (9,7%)    | 896 (11,7%)   |
| Укупно            | 5.592         | 7.647         |